# Photostomias atrox
Photostomias atrox is een straalvinnige vissensoort uit de familie van Stomiidae. De wetenschappelijke naam van de soort is voor het eerst geldig gepubliceerd in 1890 door Alcock.